# Federico Piovaccari
Federico Piovaccari (* 1. September 1984 in Gallarate) ist ein italienischer Fußballspieler.

## Karriere
Die Karriere von Piovaccari begann im Jahr 2001 bei Pro Patria Calcio. Im Jahr 2002 wurde er an AC Castellettese in die Serie D ausgeliehen. Im Sommer 2003 verpflichtete ihn Erstligist Inter Mailand, für den er jedoch nie zum Einsatz kam. Im Sommer 2004 verlieh ihn Inter für ein Jahr an den FC Vittoria in die Serie C1. Am Saisonende muss er mit seinem Klub absteigen. Er kehrte zu Inter zurück, das ihn unmittelbar an San Marino Calcio auslieh, das ebenfalls in der Serie C1 spielte. Dort konnte er zwölf Tore in 31 Spielen erzielen und schaffte mit seiner Mannschaft in den Relegationsspielen den Klassenverbleib. Im Sommer 2006 lieh ihn Inter an US Triestina in die Serie B aus. Mit Triestina gelang ihm in der Saison 2006/07 der Klassenerhalt.
Im Sommer 2007 verließ Piovaccari Inter und wechselte zu FBC Treviso in die Serie B. Auch hier kämpfte er um den Klassenverbleib. Dieser wurde in der Spielzeit 2007/08 knapp erreicht, ein Jahr später jedoch als Tabellenletzter klar verfehlt. Er schloss sich im Sommer 2009 Ravenna Calcio in der Serie D an, verließ den Klub jedoch schon ein Jahr später zu AS Cittadella in die Serie B. Dort gelang ihm der Durchbruch, als er in der Saison 2010/11 mit 23 Treffern Torschützenkönig wurde.
Daraufhin nahm ihn im Sommer 2011 Sampdoria Genua unter Vertrag, das gerade aus der Serie A abgestiegen war. Sampdoria verlieh ihn jedoch schon in der Winterpause an Ligakonkurrent Brescia Calcio und im Sommer 2012 an Novara Calcio, das ebenfalls in der Serie B spielte. Hier konnte er in zehn Spielen kein einziges Tor erzielen, sodass Piovaccari schon ein halbes Jahr später an Ligakonkurrent US Grosseto ausgeliehen wurde. Der Verein beendete die Spielzeit 2012/13 auf dem letzten Tabellenplatz.
Im Sommer 2013 verlieh Sampdoria Piovaccari an den rumänischen Rekordmeister Steaua Bukarest. Dort konnte er zehn Tore in 25 Spielen zum Gewinn der Meisterschaft 2014 beisteuern. Anschließend kehrte er zu Sampdoria zurück, das ihn an SD Eibar in die spanische Primera División verlieh. Sportlich abgestiegen erreichte er mit seinem Team am Saisonende den Klassenerhalt durch den Zwangsabstieg des FC Elche. Im Sommer 2015 transferierte ihn Sampdoria an Western Sydney Wanderers in die australische A-League. Dort wurde er nur in der ersten Saisonhälfte berücksichtigt. Im Sommer 2016 verließ er den fünften Kontinent wieder und wechselte zum FC Córdoba in die spanische Segunda División. Nach einem Jahr verpflichtete ihn im Sommer 2017 der chinesische Zweitligist Zhejiang Yiteng. Er kämpfte mit seinem Klub um den Klassenverbleib. Anfang 2018 verließ er China wieder und schloss sich Ternana Calcio in der italienischen Serie B an. Am Saisonende stieg er mit seiner Mannschaft ab.

## Erfolge
- Rumänischer Meister: 2014
- Torschützenkönig der Serie B: 2011